# Atle Nymo

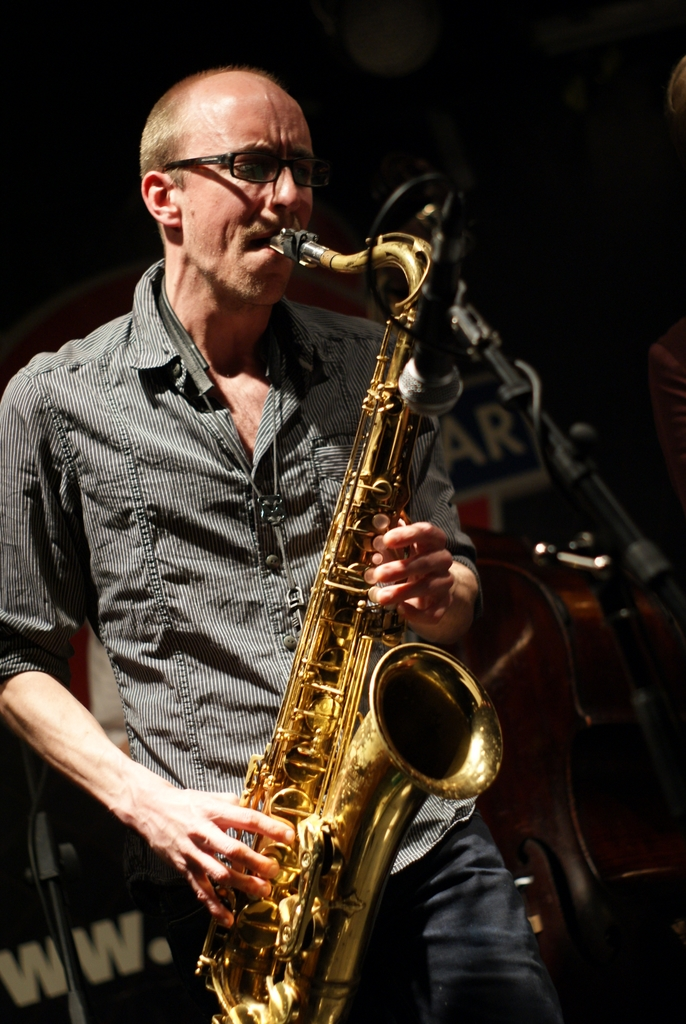
Atle Nymo beim JazzFestBrno 2010

Atle Nymo (* 1977 in Valnesfjord in der Nähe von Fauske) ist ein norwegischer Jazzmusiker (Tenorsaxophon und Klarinette).

## Wirken
Nymo ist Bruder des Jazzmusikers Frode Nymo. Er war Mitglied der Bodø Big Band unter Henning Gravrok und wurde bei Jazzlinja (NTNU) ausgebildet. Er spielte früher im Håvard Stubøs Quintett North. Später arbeitete er in Ole Morten Vågans Band Motif. Im Next MGN Trio spielt er mit Mats Monstad und Ketil Gutvik sowie in dessen Formation Gutvik 5. Des Weiteren wirkte er im Trondheim Jazzorkester mit (Tournee mit Pat Metheny 2001, Moldejazz mit Chick Corea 2003), im Norsk Jazzforum (Milestones in Jazz) und mit Kaizers Orchestra. Aktuell spielt er auch bei Helge Sund (Finding Nemo).
Nymo veröffentlichte mit seinem Bruder Alben als Atle Nymo & Frode Nymo Quartett (zusammen mit Håkon Mjåset Johansen Schlagzeug und Ole Morten Vågan Bass). Sein eigenes Atle Nymo Quartett spielt in der Besetzung Vigleik Storaas (Piano), Magnus Forsberg (Schlagzeug) und Ole Morten Vågan (Bass). Seit 2009 gehört er (mit Håkon Mjåset Johansen, Ingebrigt Håker Flaten und Magnus Broo) zum norwegisch-schwedischen Quartett I.P.A., das 2016 mit Mattias Ståhl zum Quintett erweitert wurde und mehrere Alben veröffentlichte.

## Diskografische Hinweise
- Atle Nymo & Frode Nymo Quartet: Inner Urge (Taurus Records, 2004)
- Atle Nymo/Ingebrigt Håker Flaten/Håkon Mjåset Johansen Play Complete Communion (Bolage, 2008)
- Solo for Trio (Losen Records 2019)
- I.P.A.: Bashing Mushrooms (Cuneiform Records, 2020, mit Ingebrigt Håker Flaten, Håkon Mjåset Johansen, Magnus Broo, Mattias Ståhl)